# Mission Évasion
Pour plus de détails, voir Fiche technique et Distribution.
Mission Évasion ou Le Combat du lieutenant Hart au Québec (Hart's War) est un  film de guerre américain réalisé par Gregory Hoblit et sorti en 2002. C'est l'adaptation cinématographique du roman homonyme de John Katzenbach.

## Synopsis
Durant la Seconde Guerre mondiale, le 16 décembre 1944, dans la région de Malmedy en Belgique, au début de la bataille des Ardennes, le lieutenant Tommy Hart est fait prisonnier par les Allemands puis transféré par train vers un camp de prisonniers.
Le colonel William McNamara est chargé par le tyrannique colonel allemand Werner Visser de surveiller les détenus américains de ce camp. Deux nouveaux prisonniers de guerre font leur entrée au Stalag VI : les lieutenants Lincoln Scott et Lamar Archer, deux Afro-Américains qui ne sont pas les bienvenus. Une nuit, un sergent blanc, Bedford, raciste de surcroît, est retrouvé assassiné. Un soi-disant témoin prétend avoir identifié l'assassin et accuse Lincoln. Le lieutenant Tommy Hart, ancien étudiant en droit, est chargé de sa défense.
Ce meurtre va donner au colonel McNamara l'occasion d'échafauder un plan audacieux. Tandis que l'attention des soldats allemands se focalisera sur le procès, lui et ses hommes mettront au point une périlleuse évasion.

## Fiche technique
- Titre original : Hart's War
- Titre français : Mission Évasion
- Titre québécois : Le combat du lieutenant Hart
- Réalisation : Gregory Hoblit
- Scénario : Billy Ray et Terry George, d'après le roman Hart's War de John Katzenbach
- Directeur artistique : Martin Kurel
- Décors : Lilly Kilvert (en)
- Costumes : Elisabetta Beraldo (it)
- Montage : David Rosenbloom
- Musique : Rachel Portman
- Production : David Foster, Gregory Hoblit, David Ladd, Arnold Rifkin

Producteurs associés : Stephen J. Eads	et Patricia Graf
Producteur délégué : Wolfgang Glattes
- Sociétés de production : Cheyenne Enterprises, David Foster Productions, David Ladd Films et MGM
- Distribution :

 : Metro-Goldwyn-Mayer Distributing Corporation
 France : UGC Fox Distribution
- Pays : États-Unis
- Format : Couleur - 2,35:1 - 35 mm
- Budget : 70 millions de dollars
- Langues originales : anglais américain et allemand
- Durée : 125 minutes
- Dates de sortie[1] :

 États-Unis : 15 février 2002
 France : 29 mai 2002

## Distribution
- Colin Farrell (VF : Boris Rehlinger ; VQ : Renaud Paradis) : Lieutenant Thomas « Tommy » Hart
- Bruce Willis (VF : Patrick Poivey ; VQ : Jean-Luc Montminy) : Colonel William McNamara
- Terrence Howard (VF : Frantz Confiac ; VQ : Marc-André Bélanger) : Lieutenant Lincoln Scott
- Cole Hauser (VQ : Daniel Picard) : Sergent Vic Bedford, victime
- Marcel Iureș (VF : Yves Beneyton ; VQ : Vincent Davy) : Colonel Werner Visser
- Linus Roache (VF : Joël Zaffarano) : Capitaine Peter A. Ross
- Vicellous Shannon (VF : Christophe Peyroux ; VQ : François L'Écuyer) : Lieutenant Lamar Archer
- Maury Sterling : Dennis Gerber
- Sam Jaeger (VF : Bernard Gabay ; VQ : Antoine Durand) : Capitaine R.G. Sisk
- Scott Michael Campbell (VF : Daniel Lafourcade) : Joe S. Cromin
- Rory Cochrane (VF : Vincent Grass ; VQ : Stéphane Rivard) : Sergent Carl S. Webb
- Sebastian Tillinger : Bert « Moose » Coleman
- Rick Ravanello (VF : Philippe Vincent) : Major Joe Clary
- Adrian Grenier (VF : Christophe Lemoine) : Daniel E. Abrams
- Michael Weston (VF : Éric Herson-Macarel) : W. Roy Potts
- Joe Spano (VF : Philippe Catoire) : Colonel J.M. Lange
- Sam Worthington (VF : Lionel Tua) : Caporal B.J. « Depot » Guidry
- Brad Hunt : G.H. « Cookie » Bell
- Rúaidhrí Conroy : Caporal D.F. Lisko
- Tony Devlin : Donald W. West
- Michael Landes : Major M.F. Giannetti
- David Barrass : Major Hans Fussel
- Gary Gold : Assistant de McNamara
- Danny Babington : S.T. Engler
- Holger Handtke : Major Johann Wirtz
- Grey Williams : R.S. Croutch
- René Ifrah : T.S. Krasner
- Steve Sarossy : Lieutenant M.K. Adams
- Rocky Marshall : Capitaine Robert M. Swann
- Christian Kahrmann : Sergent
- Jim Boeven : Sergent
- Dan van Husen : Sergent
- Georg Vietje : Garde du matin
- Lukás Kantor : Caporal
- Jakub Zdenek : Soldat
- Jan Nemejovsky : Garde
- Jan Marsík : Garde à la tour
- Bohumil Svarc : Garde à l'appel du soir
- Jirí M. Sieber : Garde Kooler
- Dugald Bruce-Lockhart : Capitaine Lutz
- Richard Kardhordó : Prisonnier du Baraquement 27
- Jan Jakubec : Garde
- Karel Belohradský, Jan Tesarz, Radek Kuchar, Martin Kohout, Vladimír Kulhavý, Martin Cízek : Gardes
- Alan T. Ward, Stephen Fisher et Daniel Fleischer-Brown : Officiers du Baraquement 22
- Peter Varga, Jan Dostál et Vít Herzina : Prisonniers de guerre russes
- Michael Beran : Soldat Pugh
- Joel Sugarman : GI sans nom

## Production

### Genèse du projet
Le film s'inspire du roman Hart's War de John Katzenbach, partiellement basé sur l'expérience de son père durant la Seconde Guerre mondiale.

« J’avais envie depuis longtemps de tourner un film sur la deuxième Guerre. Ce scénario m’a attiré parce qu’il pose des questions politiques et sociales pertinentes et intemporelles. Remarquablement écrit, dense et accrocheur, il illustre des aspects fascinants et largement méconnus de la vie militaire et de la condition des prisonniers de guerre. J’y ai également découvert quantité de personnages formidables dont j’ai eu envie d’explorer les vies. Le film contient toutes sortes d’éléments spectaculaires – cascades, scènes d’action, etc. –, mais c’est avant tout l’histoire d’un groupe d’hommes confronté aux périls et extrêmes de la captivité. »

— Gregory Hoblit, réalisateur

### Choix des interprètes
Plusieurs acteurs ont eu leurs scènes retirées du montage final. Le plus notable d'entre eux est Jonathan Brandis, dont la déception a été telle que ce fait a contribué à son suicide en 2003, d'après ses amis.[réf. souhaitée]

### Tournage
Le film a été tourné en République tchèque, principalement aux studios Barrandov de Prague.

## Box-office
Le film est un échec commercial, il ne rapporte que 19 077 641 $ aux États-Unis et 13 209 403 $ dans le reste du monde soit un total de 32 287 044 $ pour un budget de 70 000 000 $.
| Pays ou région | Box-office   | Date d'arrêt du box-office | Nombre de semaines |
| -------------- | ------------ | -------------------------- | ------------------ |
| États-Unis     | 19 077 641 $ | 24 mars 2002               | 6                  |
| Total mondial  | 32 287 044 $ | -                          | -                  |

## Distinction
- Festival international du film de Shanghai 2002 : Golden Goblet du meilleur acteur pour Colin Farrell[5]

## Autour du film
En 2012, dix ans après la sortie du film, l'acteur Terrence Howard incarnera de nouveau un pilote issu des Tuskegee Airmen dans L'Escadron Red Tails de Anthony Hemingway.